# Astor Qvarts
Bossakungen Astor Qvarts är en fiktiv karaktär i revyn Grisen i säcken med Galenskaparna och After Shave. Han gestaltades av Peter Rangmar iklädd ett slags kroppsstrumpa av velour och bredbågade glasögon.
Astor envisas med att spela bossa nova trots att musikstilen varit impopulär under en längre tid. Med den mycket medryckande låten "Bossafeber" försöker han tala om för skivbolagsdirektören Rune att det ännu finns värde i musiken. (En händelse som såg ut som en tanke var att bossanovan några år senare fick något av en renässans i hippa kretsar på 90-talet.)